# J.A. Preston
James Allen Preston (vanligen krediterad som J.A. Preston), född 13 november 1932 i Washington, D.C. är en amerikansk skådespelare. Preston har huvudsakligen haft biroller i flera långfilmer och gästroller i TV-serier. 
Hans mest kända roll är som domaren i långfilmen På heder och samvete.

## Filmografi
- 1975 – Under samma tak (TV-serie) (1 avsnitt)
- 1976 – Chicago-expressen
- 1978 – Wonder Woman (TV-serie) (1 avsnitt)
- 1979 – Americathon
- 1979 – Par i hjärter (TV-serie) (1 avsnitt)
- 1981 – Het puls
- 1982 – Lilla huset på prärien (TV-serie) (1 avsnitt)
- 1982–1985 – Spanarna på Hill Street (TV-serie) (13 avsnitt)
- 1984 – T.J. Hooker (TV-serie) (1 avsnitt)
- 1985 – Remo – obeväpnad, men livsfarlig
- 1986–1987 – Dallas (TV-serie) (9 avsnitt)
- 1986 – Amazing Stories (TV-serie) (1 avsnitt)
- 1986 – Magnum (TV-serie) (1 avsnitt)
- 1986 – Par i brott (TV-serie) (1 avsnitt)
- 1986 – The A-Team (TV-serie) (1 avsnitt)
- 1987 – 21 Jump Street (TV-serie) (1 avsnitt)
- 1987–1988 – Santa Barbara (TV-serie) (15 avsnitt)
- 1988 – Hunter (TV-serie) (1 avsnitt)
- 1988 – Simon & Simon (TV-serie) (1 avsnitt)
- 1990 – Farligt möte
- 1990 – Fire Birds
- 1990 – I lagens namn (TV-serie) (1 avsnitt)
- 1991 – Fader Dowlings mysterier (TV-serie) (1 avsnitt)
- 1992 – På heder och samvete
- 1992 – Röster från andra sidan graven (TV-serie) (1 avsnitt)
- 1994 – Härlige Harry (TV-serie) (1 avsnitt)
- 1994 – Lois & Clark (TV-serie) (1 avsnitt)
- 1995 – Seaquest DSV (TV-serie) (1 avsnitt)
- 1996 – Chicago Hope (TV-serie) (2 avsnitt)
- 1997 – Air Force One (okrediterad)
- 1997 – Kontakt (okrediterad)
- 1997 – Spejaren (TV-serie) (1 avsnitt)